# ظمرنهر (ساة)
'

تعديل مصدري - تعديل

ظمرنهر هي إحدى قرى عزلة ساه بمديرية ساة التابعة لمحافظة حضرموت، بلغ تعداد سكانها 438 نسمة حسب تعداد اليمن لعام 2004.